# Svein Oddvar Moen
Svein Oddvar Moen (ur. 22 stycznia 1979) – norweski sędzia piłkarski.
Karierę sędziowską rozpoczął w 1995 roku, natomiast w rodzimej lidze norweskiej zadebiutował w 2003 roku. Dwa lata później został sędzią międzynarodowym. Sędziował m.in. mecz finałowy Mistrzostw Świata U-17 w 2011 roku pomiędzy Meksykiem i Urugwajem na Estadio Azteca, mecze Ligi Mistrzów (w tym Bayern Monachium-Olympique Marsylia w 2012, oraz Arsenal-Bayern i Real Madryt-Galatasaray w 2013 roku). Był również rozjemcą w meczu eliminacyjnym do MŚ 2014 Czechy-Włochy.